# بروس تومسون
بروس تومسون (بالإنجليزية: Bruce Thompson)‏ هو سياسي أمريكي، ولد في 24 نوفمبر 1953. حزبياً، نشط في الحزب الجمهوري. وقد انتخب عضو جمعية ولاية كاليفورنيا.